# Río Poltva
El río Poltva (en ucraniano y en ruso: Полтва; en polaco: Pełtew) es un afluente del Bug Occidental, dentro de la cuenca hidrográfica del río Vístula, de ahí que sea un tributario secundario del Vístula por el Narew. Tiene una longitud de 70 km.
Discurre por Ucrania occidental, atravesando el óblast de Leópolis y su capital, Leópolis. En el siglo XIX, el río fue incluido en el sistema de alcantarillado de esta ciudad.